# 毛蕊金盏苣苔
毛蕊金盏苣苔（学名：Isometrum giraldii）为苦苣苔科金盏苣苔属下的一个种。

## 扩展阅读
- 維基物種上的相關：毛蕊金盏苣苔